# 6e étape du Tour de France 2009
Pour un article plus général, voir Tour de France 2009.
La 6e étape du Tour de France 2009, s'est déroulée le 9 juillet. Le parcours de 181,5 kilomètres, reliait Gérone à Barcelone en Espagne. C'est le Norvégien Thor Hushovd qui s'est imposé.

## Parcours
Le début de l'étape est plutôt vallonnée, avec deux ascensions de 4e catégorie : la côte de Sant Feliu de Guixols (2 km à 5,4 %) et la côte de Tossa de Mar (3,8 km à 4,2 %). Viennent ensuite 30 km de plat avec un sprint intermédiaire au km 64, au km 85,5 et un ravitaillement au km 88. Après l'enchaînement de la côte de Sant Vicenc de Montalt (3,3 km à 5,2 % - 3e catégorie) au km 98 et du Collsacreu (4,1 km à 5,2 % - 3e catégorie), les coureurs vont effectuer 40 km relativement plats, avec un dernier sprint intermédiaire au km 132,5. Ensuite, ils vont effectuer une dernière ascension, la côte de la Conreria (4,7 km à 4,5 % - 4e catégorie) au km 159. Longue de 181,5 km à travers la Catalogne, cette 6e étape devrait consacrer un puncheur, avec 500 m à 6,6 % à 2 km de l'arrivée à Barcelone.

## Récit
Plusieurs attaques animent le début d'étape, dont celle de David Zabriskie suivi d'Alexandre Botcharov et Amets Txurruka, qui passent en tête au sommet de la première côte du jour. Ils sont toutefois rattrapés par le peloton.
L'attaque décisive est portée par David Millar (Garmin Chipotle), résident de Gérone, après 46 kilomètres de course. Il est rejoint par Sylvain Chavanel (Quick Step) et Stéphane Augé (Cofidis). Leur avance culmine à 3 minutes et 27 secondes, au 65e km. À 70 km de l'arrivée, l'Espagnol Amets Txurruka (Euskaltel-Euskadi) s'extrait du peloton et rattrape les trois échappés, possédant alors moins de 2 minutes d'avance.
À 30 kilomètres de Barcelone, Millar attaque et distance ses compagnons d'échappée. Rémi Pauriol s'extrait du peloton et rejoint Txurruka, alors seul à la poursuite de Millar, à 15 km de l'arrivée. Tous deux sont rattrapés par le peloton 5 km plus loin. Millar est repris à son tour peu avant la flamme rouge signalant le dernier kilomètre.
L'arrivée sur la colline de Montjuic se dispute au sprint. Le Norvégien Thor Hushovd s'impose devant Óscar Freire et José Joaquín Rojas.
Stéphane Augé, passé en tête de trois des cinq côtes référencées du jour, s'empare du maillot à pois.

## Sprints intermédiaires
| Premier   | Sylvain Chavanel | 6 Pts. |
| Deuxième  | Stéphane Augé    | 4 Pts. |
| Troisième | David Millar     | 2 Pts. |

| Premier   | David Millar     | 6 Pts. |
| Deuxième  | Sylvain Chavanel | 4 Pts. |
| Troisième | Stéphane Augé    | 2 Pts. |

| Premier   | Sylvain Chavanel | 6 Pts. |
| Deuxième  | Amets Txurruka   | 4 Pts. |
| Troisième | David Millar     | 2 Pts. |

| Premier   | Thor Hushovd       | 35 Pts. |
| Deuxième  | Óscar Freire       | 30 Pts. |
| Troisième | José Joaquín Rojas | 26 Pts. |
| Quatrième | Gerald Ciolek      | 24 Pts. |
| Cinquième | Franco Pellizotti  | 22 Pts. |

## Côtes
| Premier   | Alexandre Botcharov | 3 Pts |
| Deuxième  | David Zabriskie     | 2 Pts |
| Troisième | Amets Txurruka      | 1 Pt  |

| Premier   | Stéphane Augé    | 3 Pts |
| Deuxième  | Sylvain Chavanel | 2 Pts |
| Troisième | David Millar     | 1 Pt  |

| Premier   | Stéphane Augé    | 4 Pts |
| Deuxième  | Sylvain Chavanel | 3 Pts |
| Troisième | David Millar     | 2 Pts |
| Quatrième | Amets Txurruka   | 1 Pt  |

| Premier   | Stéphane Augé    | 4 Pts |
| Deuxième  | Sylvain Chavanel | 3 Pts |
| Troisième | David Millar     | 2 Pts |
| Quatrième | Amets Txurruka   | 1 Pt  |

| - 5. Côte de La Conreria, 4e catégorie (kilomètre 159) \| Premier \| David Millar \| 3 Pts \| \| Deuxième \| Amets Txurruka \| 2 Pts \| \| Troisième \| Remi Pauriol \| 1 Pt \| |                |       |
| Premier | David Millar   | 3 Pts |
| Deuxième | Amets Txurruka | 2 Pts |
| Troisième | Remi Pauriol   | 1 Pt  |

## Classement de l'étape
| Classement de la 6e étape | Classement de la 6e étape | Classement de la 6e étape | Classement de la 6e étape | Classement de la 6e étape |
|                           | Coureur                   | Pays                      | Équipe                    | Temps                     |
| ------------------------- | ------------------------- | ------------------------- | ------------------------- | ------------------------- |
| 1er                       | Thor Hushovd              | NOR                       | Cervélo TestTeam          | en 4 h 21 min 33 s        |
| 2e                        | Óscar Freire              | ESP                       | Rabobank                  | m.t.                      |
| 3e                        | José Joaquín Rojas        | ESP                       | Caisse d'Épargne          | m.t.                      |
| 4e                        | Gerald Ciolek             | GER                       | Team Milram               | m.t.                      |
| 5e                        | Franco Pellizotti         | ITA                       | Liquigas                  | m.t.                      |
| 6e                        | Filippo Pozzato           | ITA                       | Team Katusha              | m.t.                      |
| 7e                        | Alessandro Ballan         | ITA                       | Lampre-NGC                | m.t.                      |
| 8e                        | Rinaldo Nocentini         | ITA                       | AG2R La Mondiale          | m.t.                      |
| 9e                        | Cadel Evans               | AUS                       | Silence-Lotto             | m.t.                      |
| 10e                       | Fabian Cancellara         | SUI                       | Team Saxo Bank            | m.t.                      |
| modifier                  |                           |                           |                           |                           |

## Classement général
| Classement général à la 6e étape | Classement général à la 6e étape | Classement général à la 6e étape | Classement général à la 6e étape | Classement général à la 6e étape |
|                                  | Coureur                          | Pays                             | Équipe                           | Temps                            |
| -------------------------------- | -------------------------------- | -------------------------------- | -------------------------------- | -------------------------------- |
| 1er                              | Fabian Cancellara                | SUI                              | Team Saxo Bank                   | en 19 h 29 min 22 s              |
| 2e                               | Lance Armstrong                  | USA                              | Astana                           | m.t.                             |
| 3e                               | Alberto Contador                 | ESP                              | Astana                           | + 19 s                           |
| 4e                               | Andreas Klöden                   | GER                              | Astana                           | + 23 s                           |
| 5e                               | Levi Leipheimer                  | USA                              | Astana                           | + 31 s                           |
| 6e                               | Bradley Wiggins                  | GBR                              | Garmin-Slipstream                | + 38 s                           |
| 7e                               | Tony Martin                      | GER                              | Team Columbia-HTC                | + 52 s                           |
| 8e                               | Christian Vande Velde            | USA                              | Garmin-Slipstream                | + 1 min 16 s                     |
| 9e                               | Gustav Larsson                   | SWE                              | Team Saxo Bank                   | + 1 min 22 s                     |
| 10e                              | Maxime Monfort                   | BEL                              | Team Columbia-HTC                | + 1 min 29 s                     |
| modifier                         |                                  |                                  |                                  |                                  |

## Classements annexes

### Classement par points
| Classement par points | Classement par points | Classement par points | Classement par points | Classement par points |
| --------------------- | --------------------- | --------------------- | --------------------- | --------------------- |
|                       | Coureur               | Pays                  | Équipe                | Point(s)              |
| 1er                   | Mark Cavendish        | GBR                   | Team Columbia-HTC     | 106 points            |
| 2e                    | Thor Hushovd          | NOR                   | Cervélo TestTeam      | 105 pts               |
| 3e                    | Gerald Ciolek         | GER                   | Team Milram           | 66 pts                |
| modifier              |                       |                       |                       |                       |

### Classement de la montagne
| Classement du meilleur grimpeur | Classement du meilleur grimpeur | Classement du meilleur grimpeur | Classement du meilleur grimpeur | Classement du meilleur grimpeur |
| ------------------------------- | ------------------------------- | ------------------------------- | ------------------------------- | ------------------------------- |
|                                 | Coureur                         | Pays                            | Équipe                          | Point(s)                        |
| 1er                             | Stéphane Augé                   | FRA                             | Cofidis                         | 13 points                       |
| 2e                              | Jussi Veikkanen                 | FIN                             | La Française des jeux           | 9 pts                           |
| 3e                              | Sylvain Chavanel                | FRA                             | Quick Step                      | 8 pts                           |
| modifier                        |                                 |                                 |                                 |                                 |

### Classement du meilleur jeune
| Classement général du meilleur jeune | Classement général du meilleur jeune | Classement général du meilleur jeune | Classement général du meilleur jeune | Classement général du meilleur jeune |
|                                      | Coureur                              | Pays                                 | Équipe                               | Temps                                |
| ------------------------------------ | ------------------------------------ | ------------------------------------ | ------------------------------------ | ------------------------------------ |
| 1er                                  | Tony Martin                          | GER                                  | Team Columbia-HTC                    | en 19 h 30 min 14 s                  |
| 2e                                   | Roman Kreuziger                      | CZE                                  | Liquigas                             | + 39 s                               |
| 3e                                   | Vincenzo Nibali                      | ITA                                  | Liquigas                             | + 44 s                               |
| modifier                             |                                      |                                      |                                      |                                      |

### Classement par équipes
| Classement par équipes | Classement par équipes | Classement par équipes | Classement par équipes |
|                        | Équipe                 | Pays                   | Temps                  |
| ---------------------- | ---------------------- | ---------------------- | ---------------------- |
| 1re                    | Astana                 | Kazakhstan             | en 43 h 49 min 39 s    |
| 2e                     | Team Saxo Bank         | Danemark               | + 2 min 33 s           |
| 3e                     | Team Columbia-HTC      | États-Unis             | + 2 min 45 s           |
| modifier               |                        |                        |                        |

### Combativité
David Millar

## Abandons
- Robert Gesink est non partant.